# Hans Wärmling
Hans Axel Wärmling, född 22 juli 1943 i Göteborg, död 12 oktober 1995 i Härryda, var en svensk musiker, gitarrist, keyboardist och låtskrivare och var en av grundarna av och keyboardist i det brittiska bandet The Stranglers.
Wärmling var bandledare i Gnesta-bandet Jackie Fountains 1964–1967. Efter att ha flyttat till Lund startade Wärmling bandet Johnny Sox tillsammans med Hugh Cornwell, Jan Knutsson och två amerikanska vietnamdesertörer. Wärmling stannade i Sverige när bandet flyttade till London 1973 men skulle, sedan Knutsson återvänt till Sverige, återsluta inför bildandet av The Guildford Stranglers 1974. Bandets begränsade spelmöjligheter, som bland annat bröllopsunderhållning, fick Wärmling att återvända till Sverige innan punken möjliggjorde bandets genombrott. Omdöpt till Cagan ("kaga" är skånska för kaka) av Kal P. Dal medverkade han på albumet Rock e' nock 1979.
Wärmlings mest anmärkningsvärda insats var som medförfattare till Stranglers singelhit "Strange Little Girl" (1982), en låt som han enligt brodern Peter redan komponerat under tiden med Jackie Fountains på sextiotalet. Tori Amos spelade senare in en version av låten på koncept(cover)albumet Strange Little Girls 2001.
Hans Wärmling drunknade i en båtolycka 1995. Han är gravsatt i minneslunden på Frustuna kyrkogård.